# Oude stadhuis (Maassluis)
Het oude stadhuis van de Nederlandse stad Maassluis werd in 1676 in gebruik genomen. De ontwerper is niet bekend. Het gebouw heeft kenmerken van classicisme en is voorzien van een schilddak met gemetselde hoekschoorstenen en een houten dakruiter. Een haringbuis dient als windvaan. De dakkapellen zijn versierd met haringen, dit alles om te blijven herinneren dat de welvaart van de stad aan de visserij te danken is.
Van 1971 tot 1973 werd het pand grondig gerestaureerd.
Op 1 juni 1933 werd hier op zolder het gemeentelijk museum 'Maassluissche Oudheidkamer' gevestigd, tot aan de verhuizing op 7 april 1967 naar de huidige locatie op de Zuiddijk 16.
Sinds 1979 is het Nationaal Sleepvaart Museum in het raadhuis gevestigd.

## Afbeeldingen

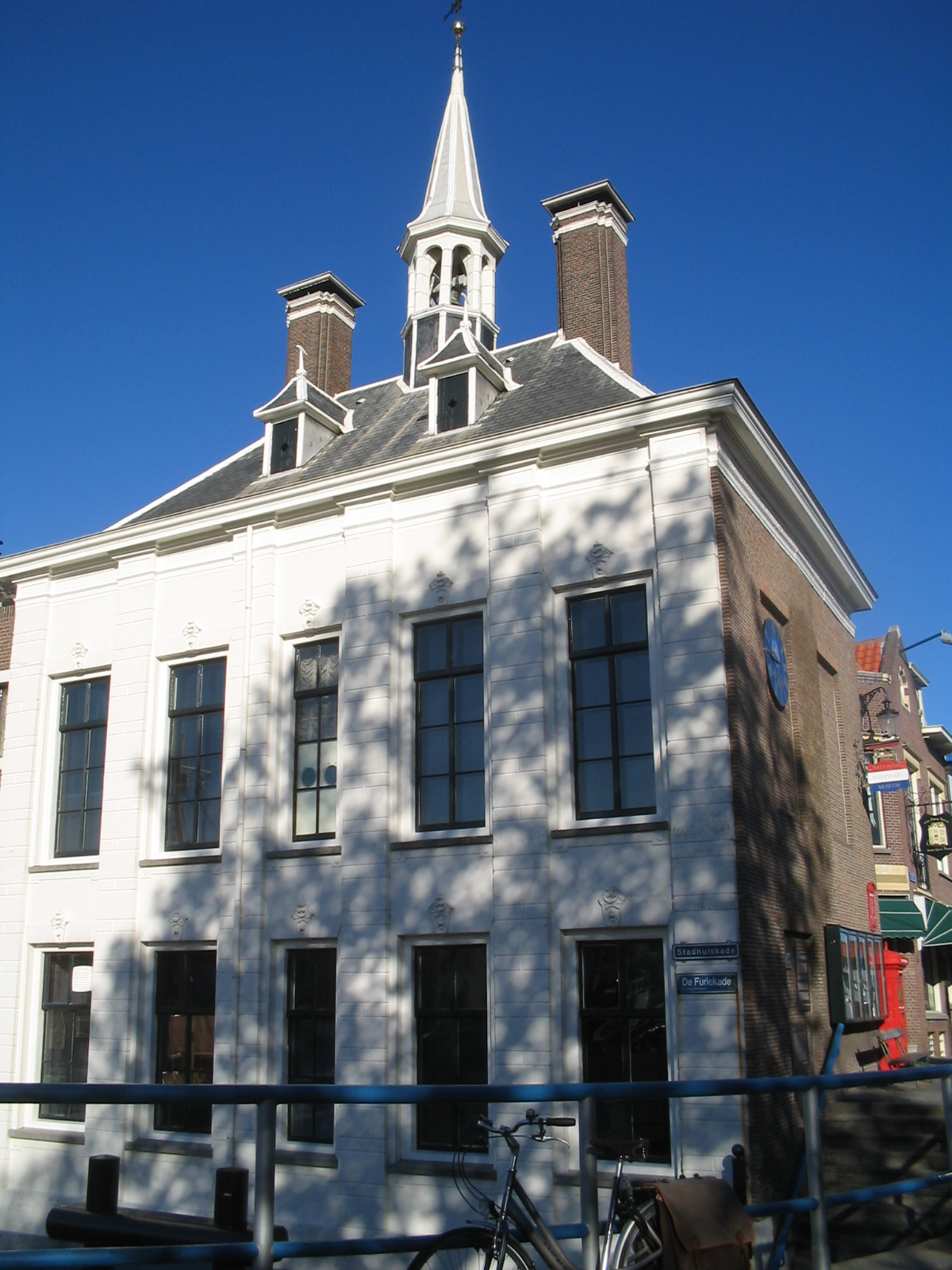
Achterzijde
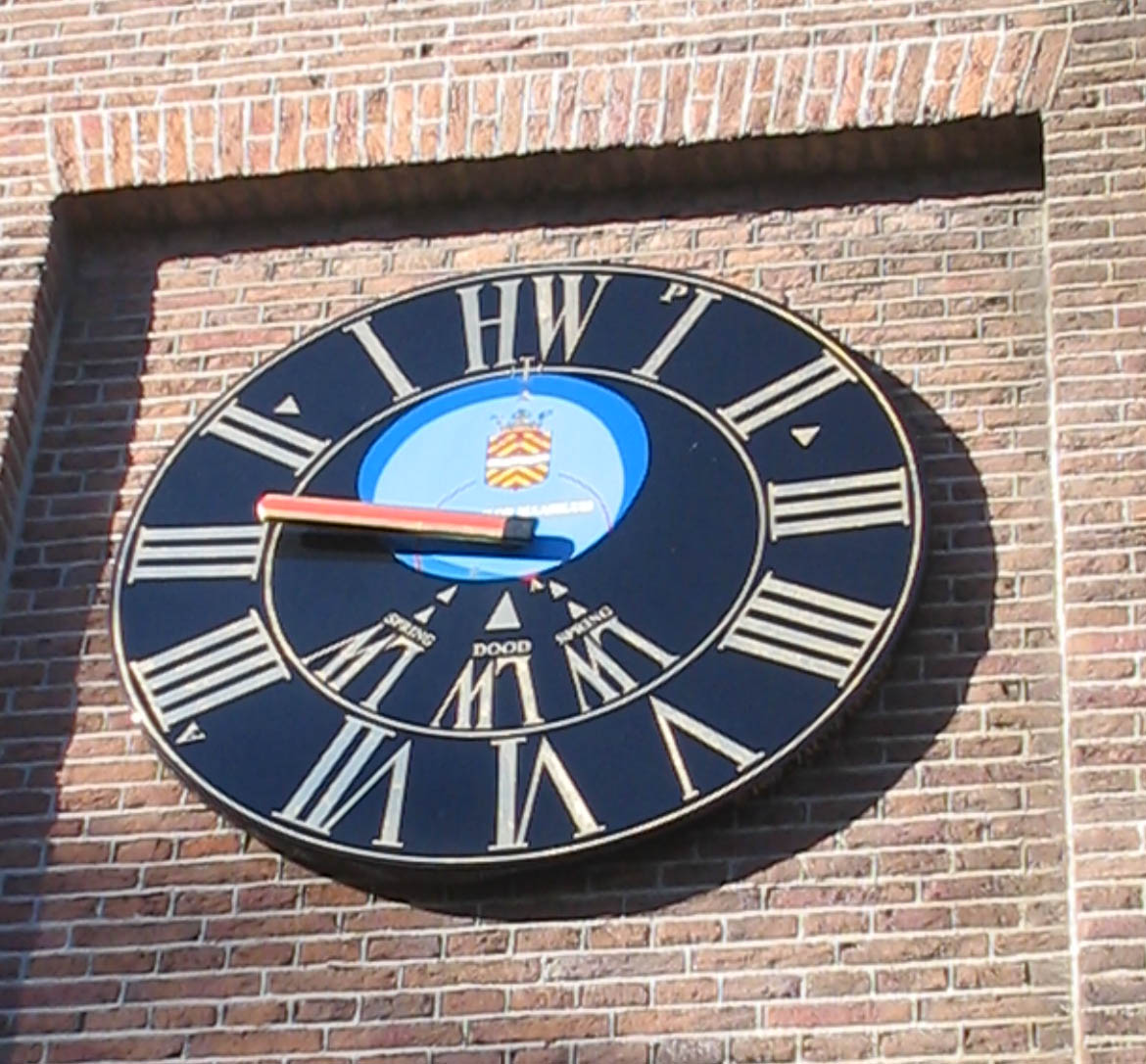
Getijklok op gevel. Ontwerp van Jacob Venker